# Henryk Tajner
Henryk Tajner (* 1958) ist ein ehemaliger polnischer Skispringer.

## Werdegang
Tajner, der für Olimpia Goleszów startete, gab sein internationales Debüt im März 1973 beim Czech-Marusarzówna-Memorial in Zakopane. Beim Jugendfreundschaftswettbewerb der sozialistischen Länder in Zakopane zwei Jahre später erreichte er als Zweiter hinter František Novák sowie vor Matthias Buse erstmals das Podest. Bei den Junioren-Skieuropameisterschaften 1976 in Liberec belegte Tajner den 20. Platz. 
Tajner nahm im Laufe seiner Karriere dreimal an der Vierschanzentournee teil. Bei seinem Debüt am 30. Dezember 1976 in Oberstdorf erzielte er den 67. Platz. Auch bei seinen weiteren Teilnahmen erreichte er lediglich die hinteren Ränge. Sein bestes Resultat in der Gesamtwertung stellt der 63. Rang bei der Vierschanzentournee 1976/77 dar. Darüber hinaus ging Tajner regelmäßig bei Wettbewerben der Beskiden-Tour an den Start, bei der er sowohl 1978 als auch 1980 den vierzehnten Platz in der Gesamtwertung belegen konnte.
Am 26. Januar 1980 debütierte Tajner in Zakopane im Weltcup. Zwar sprang er direkt unter die besten Dreißig, verpasste aber aufgrund eines anderen FIS-Punktesystems die Punkteränge. Rund ein Jahr später wurde er bei seinem Europacup-Debüt in Le Brassus Elfter, womit er fünf Punkte gewann. 